# Балансир

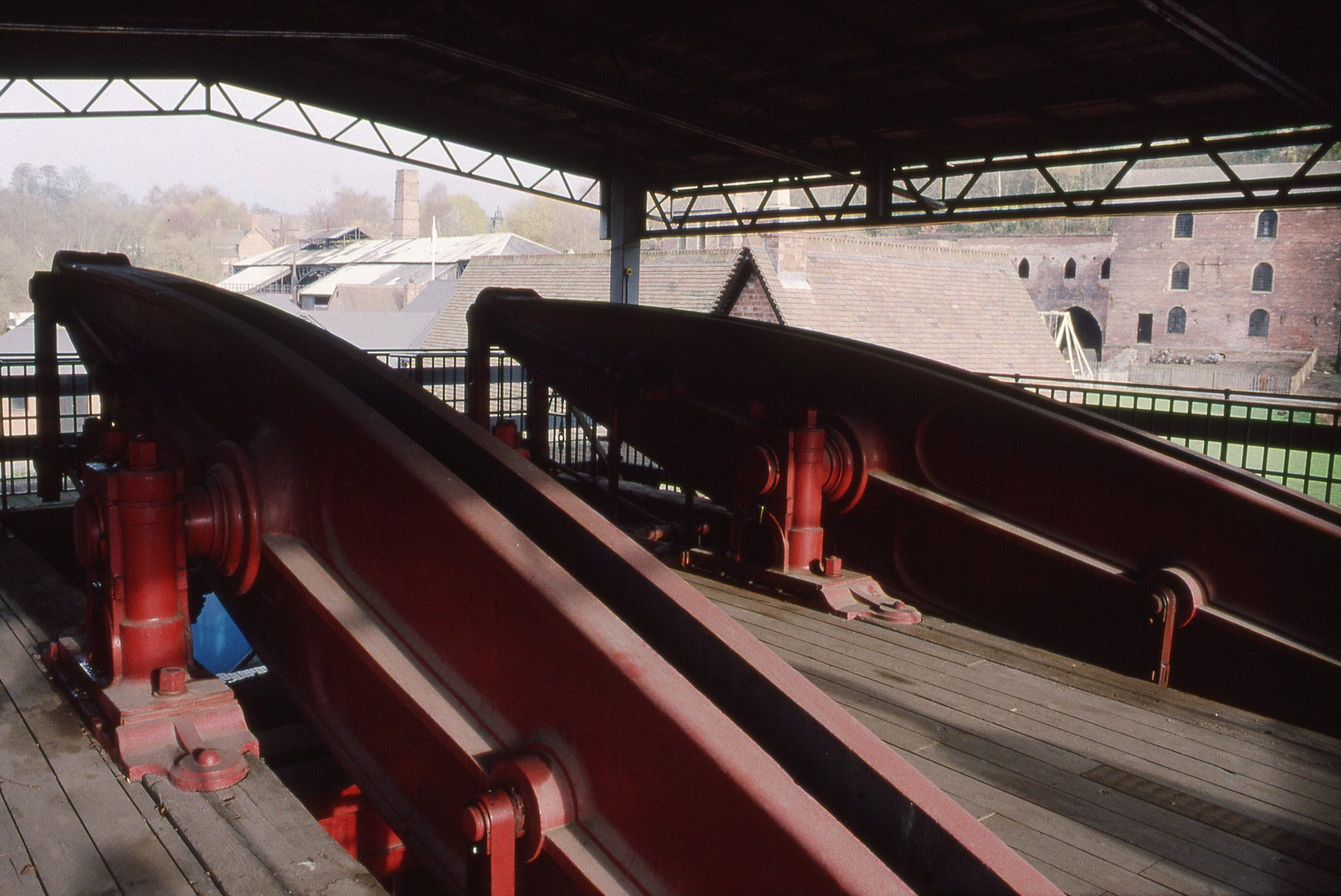
Балансири повітродувки 19 століття.

Балансир, рівноважник (від фр. balancier — коромисло, маятник) —
1. Важіль у машині, що служить для передачі руху поршня або для рівномірного розподілу ваги.
Приклад: важіль у верстаті-качалці, що хитається на осі і служить для передачі зворотно-поступального руху від кривошипно-шатунного механізму до канатної підвіски колони насосних штанг.
Основний елемент балансира: Головка балансира — переднє закінчення балансира у вигляді головки, яке служить для кріплення канатної підвіски.
2. Головний регулятор (тягарець), який замінює собою маятник у механізмі годинника.